# Sare potasică
Sarea potasică este un îngrășământ agricol provenit din amestecarea clorurii de potasiu cu  săruri naturale de potasiu măcinate (silvinit, kainit, etc). 
Conține 30 - 40% oxid de potasiu și are culoare albă, cu particule cenușii, galbene sau roșii. 
Este un îngrășământ higroscopic, folosit pe soluri podzolice și nisipoase cu reacție acidă, (la culturile de cartofi, sfeclă de zahăr, etc).